# Vinburnin
Vinburnin [auch L-Eburnamonin bzw.  (–)-Eburnamonin]  ist ein Stoff aus der Gruppe der Vincaalkaloide.

## Vorkommen

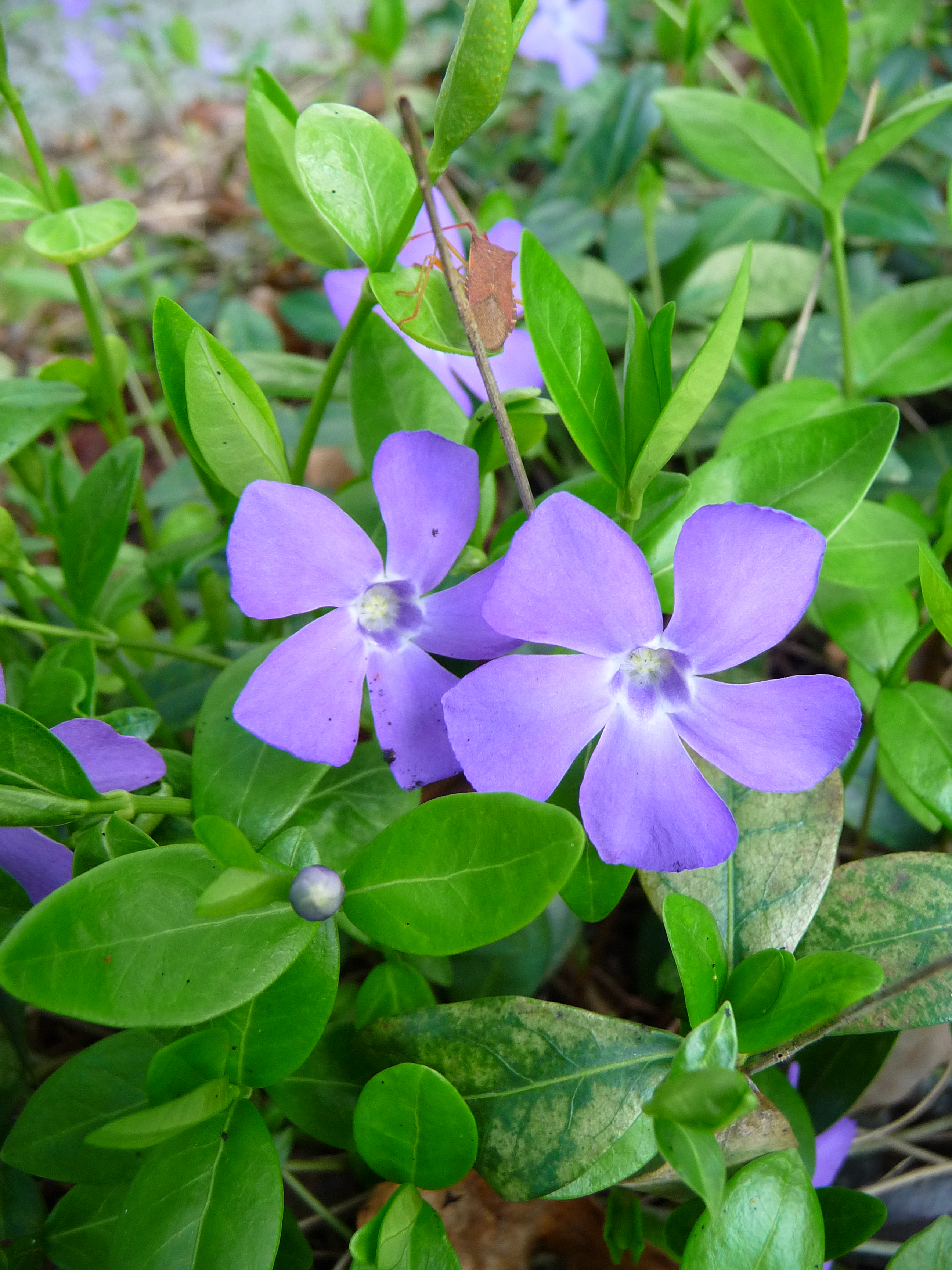
Kleines Immergrün (Vinca minor)

Es entsteht durch saure Hydrolyse aus Vincamin, dem Hauptalkaloid des Kleinen Immergrün (Vinca minor). Das Enantiomer (+)-Eburnamonin kommt genuin in Hunteria eburnea, ebenfalls einer Pflanze aus der Familie der Hundsgiftgewächse, die racemische Form (±)-Eburnamonin in  Vinca minor vor.

## Wirkung
Vinburnin gehört zur Gruppe der peripher gefäßerweiternden Stoffe und soll die zerebrale Durchblutung und den zerebralen Stoffwechsel positiv beeinflussen. Dementsprechend ist Vinburnin Bestandteil von Arzneimitteln zur Behandlung zerebraler Durchblutungsstörungen und Hirnleistungsstörungen, wie z. B. leichte altersbedingte Hirnminderleistung [Handelsname: Cervoxan (F, E)]. In Deutschland, Österreich und der Schweiz wird die Substanz nicht als Arzneistoff verwendet. In etlichen anderen europäischen Ländern sind derartige Fertigarzneimittel inzwischen vom Markt genommen worden.